# Hanomag 3/16 PS
La Hanomag 3/16 PS è stata un'auto economica prodotta dalla ditta tedesca Hanomag dal 1929 al 1931 come sostituta della Hanomag 2/10 PS. La carrozzeria abbandonò lo stile originale a tre volumi ben definiti e senza le predelline laterali della progenitrice per tornare alle forme classiche delle auto dell’epoca, con parafanghi esterni e predelline laterali.

## Storia
Sotto al cofano c'era un motore a quattro cilindri da 751 cm³ che erogava 16 CV. Le ruote posteriori erano azionate dal motore per mezzo di un albero di trasmissione comandato da un cambio a tre velocità, ancora senza differenziale. La carrozzeria era costituita da un telaio in legno massello rivestito di pannelli di lamiera d'acciaio. Inizialmente commercializzata solo come decappottabile, la berlina fu aggiunta alla fine del 1929. A metà del 1930, l'Hanomag 3/16 HP Type 53 sostituì il suo motore con uno di cilindrata portata a 797 cm³, che produceva ancora 16 CV. A differenza dei suoi predecessori, tuttavia questa vettura era dotata di differenziale posteriore. Era disponibile come decappottabile, berlina decappottabile o berlina. Sempre nel 1930, la Hanomag 4/20 PS Type 63 apparve con la stessa carrozzeria ma con un motore ancora più potente (1097 cm³, 20 CV). Di questa vettura erano disponibili solo le versioni berlina e berlina convertibile. Di tutti e tre i tipi sono stati prodotti complessivamente 9.300 esemplari. Nel 1931 furono sostituiti dai modelli 3/17 PS e 4/23 PS.